# Carmelo Robledo
Carmelo Ambrosio Robledo (født 13. juli 1912, død 9. november 1961) var en argentinsk bokser som deltog i de olympiske lege 1928 i Amsterdam og 1932 i Los Angeles.
Robledo blev olympisk mester i boksning under OL 1932 i Los Angeles. Han vandt guld i vægtklassen fjervægt. I finalen besejrede han tyske Josef Schleinkofer. Der kom ti boksere fra ti lande i vægtklassen som blev afviklet fra den 9. til 13. august 1932.